# Plautino Soares
Plautino Soares é um distrito do município brasileiro de Sobrália, no interior do estado de Minas Gerais. Segundo o censo demográfico de 2022, realizado pelo Instituto Brasileiro de Geografia e Estatística (IBGE), sua população era de 691 habitantes e havia 266 domicílios particulares permanentes ocupados. Possui área de 78,58 km² conforme a Fundação João Pinheiro (FJP). Foi criado pela lei estadual nº 2.764 de 30 de dezembro de 1962, juntamente à emancipação da cidade.
De acordo com o IBGE, em 2010 a população era de 978 habitantes e havia 400 domicílios particulares.